# 聖女なのに国を追い出されたので、崩壊寸前の隣国へ来ました〜力を解放したので国が平和になってきましたが元の国まで加護は届きませんよ〜
『聖女なのに国を追い出されたので、崩壊寸前の隣国へ来ました〜力を解放したので国が平和になってきましたが元の国まで加護は届きませんよ〜』（せいじょなのにくにをおいだされたのでほうかいすんぜんのりんこくへきました ちからをかいほうしたのでくにがへいわになってきましたがもとのくにまでかごはとどきませんよ）は、よどら文鳥による日本のライトノベル。小説投稿サイト「アルファポリス」「小説家になろう」にて2021年7月14日から2022年11月15日まで連載された。2022年12月6日には、スピアノベルス（Rentaコミックス）よりRenta!ほかにて電子単行本が発売された。単行本発売に伴いWeb版は非公開となっている。
メディアミックスとして、ミドリとRTC STUDIO作画によるコミカライズ版が、2023年2月28日よりRenta!にて配信されている。モーションコミックも同サイトで配信され、2025年1月より3月までテレビ放映された。

## あらすじ
バーズーデン国のリーシャは、聖女の力を使い土地を豊かにしていたが、国王であるダルエストはそれを信じず、国の金をだまし取っていたとしてリーシャを隣国・メートポリスへ追放する。そこは荒地に囲まれ作物の育たない土地であった。そんな中、メートポリス国王のラオウハルトはリーシャを丁重に扱い、それに心を打たれたリーシャは自身の力を使い、メートポリスを改革していくことを誓う。メートポリスが改善していく一方、バーズーデン国の土地は作物が育たなくなっていってしまう。

## 登場人物
リーシャ
声 - 小岩井ことり
ダルエストと婚約しバーズーデン王国のために働いていた聖女。追放されメートポリスへと移住する。実際には絶大な聖なる力をもっていたが、本人は力を使い方を分かっていなかった。かなりの世間知らずで恋愛や子どもの作り方も知らなかった。
ラオウハルト＝メートポリス
声 - 榎木淳弥
メートポリスの国王。国民のことを第一に考える心優しい性格。国を反映させてくれたリーシャに恋心を抱く。
ローエル
声 - 遠野ひかる
メートポリスの書庫の管理人で210歳。周囲は不老の魔法のために長命だと思っていたが、実は聖女であり、ある魔導士の一族に聖女の力を送り続ける呪いを受けていた。聖女の力の使い方をリーシャに教えると同時にリーシャによって呪いを解かれる。
ダルエスト＝バーズーデン
声 - 松岡禎丞
バーズーデン国王。アエルを妻に迎えるためリーシャを追放した。人望も能力もなく国王の器でないが、保身のための悪知恵は誰よりも働く。
アエル
声 - 千春
ダルエストに取り入り後に妃となる。自己中心的かつ狡猾なわがままな魔導士。リーシャの代わり魔術で聖女の務めを果たそうとするが、ローエルの呪いが解けて魔術を使えなくなる。
グングエル
声 - 近藤浩徳
バーズーデンの環境大臣。ダルエストによってバーズーデン荒廃の責任を取らされる。

## 作風
Web小説界で人気ジャンルである「聖女もの」「追放もの」であり、序盤はこれらのジャンルの典型的な展開となっている。また、リーシャとラオウハルトのウブな恋愛模様も作品の魅力となっている。

## 漫画
電子コミックサイトRenta!にて縦型コミック（ウェブトゥーン）の「タテコミ」作品としてフルカラーで連載。RentaコミックスのRentaTCレーベルにて2023年2月28日より配信されている。作画はミドリとRTC STUDIO。

### 評価（漫画）
2024年11月時点で、販売数が200万冊を突破している。ウェブトゥーン発祥の地である韓国発ではない、日本の作品としては記録的なヒット作となった。また、Renta!では、2023年上半期の少女漫画ランキングで1位を獲得した。

### モーションコミック
「アニコミ」の形式で、2024年8月23日よりRenta!にて配信。2025年1月11日からは、テレビ東京にて土曜2時23分から30分（金曜深夜）に全12話がテレビ放送された。
スタッフ
- 原作 - よどら文鳥
- 作画 - ミドリ、RTC STUDIO
- 監督 - 葛齋旭也
- アニメーション制作 - かぴこ　
- 編集 - 板橋知佳
- 音響監督 - 郡司哲也
- 音響制作 - グロービジョン
- 製作 - RentAnime

#### 主題歌
「祈りを連れて」
歌：小岩井ことり、作曲・編曲・Guitar：Bass。エンディング曲。